# Eustomias hulleyi
Eustomias hulleyi és una espècie de peix de la família dels estòmids i de l'ordre dels estomiformes.

## Hàbitat
És un peix marí i d'aigües profundes que viu fins als 1.200 m de fondària.

## Distribució geogràfica
Es troba al sud-est de la Mar dels Sargassos (23° 46′ N, 58° 59′ W).